# Valentin Bianchi
Valentin Lvovich Bianchi (18 de febrero de 1857 - 10 de enero de 1920) (ruso: Валентин Львович Бианки) fue un ornitólogo ruso.
Bianchi fue el Jefe del Departamento de Ornitología en la Academia Imperial de Ciencias de Petrogrado de 1896 a 1920. Trabajó principalmente en aves de Oriente y Asia Central. Se le honra con los nombres comunes y científicos de la curruca de Bianchi (Seicercus valentini), descrito por Ernst Hartert.
Padre del naturalista ruso Vitaly Bianki.

## Obras
- 1891 - Expedición de los pájaros de Gansu de GN Potanin 1884-1887 (con Mikhail Mikhailovich Berezovsky)
- 1905 - Resultados científicos de las expediciones de NM Przewalski a Asia Central
- 1907 - Materiales para una avifauna de Mongolia y el este del Tíbet
- 1911-1913 - La fauna de Rusia (primer volumen), (dos semi-volúmenes)
- 1905 - Orthoptera y Pseudoneuroptera del Imperio Ruso (con Georgij Georgiewitsch Jacobson)
- 1909 - Instrucciones para la recolección de aves, sus huevos y nidos.